# Айзек Руп
Айзек Руп (англ. Isaac Roop) — американський державний і політичний діяч. Член «Партії вігів». В 1859 став першим в історії обраним губернатором перехідної території Невада.

## Біографія
Народився в окрузі Карролл, штат Меріленд. Проживав у Каліфорнії в окрузі Шаста, займаючись сільським господарством та торгівлею, а також обіймав посади поштмейстера та шкільного комісара. За цей час накопичив майна на суму понад 15 000 доларів США, але в червні 1853 року втратив усі заощадження внаслідок пожежі. Потім вирішив переїхати до Сьєрра-Неваді і до Хані-Лейка, де зосередився на своїх володіннях у віддалених районах і майже поодинці збудував місто Руптаун, який пізніше назве на честь своєї дочки Сьюзан - Сузанвілл. У ті роки вважалося, що Сузанвілл знаходиться в Неваді, а не в Каліфорнії.
У вересні 1859 обраний першим губернатором перехідної території Невада. Новий тимчасовий уряд зібрався 15 грудня 1859 в місті Дженоа. В 1861 обраний в новий територіальний сенат Невади.
У 1865 повернувся до Сузанвілл, а потім став окружним прокурором округу Лассен на два терміни.

## Особисте життя
24 грудня 1840 одружився зі своєю вчителькою Ненсі Гарднер. У них були діти: Джон, Ісая та Сьюзан.
20 червня 1850 Ненсі померла від черевного тифу. Айзек Руп помер у Сузанвіллі 14 лютого 1869. Його дочка Сьюзан Арнольд також проживала в місті до своєї смерті в 1921 і похована на міському цвинтарі. На зовнішній стіні магазину Johnson's Shoes є фреска із зображенням батька та дочки у Сузанвіллі.
Округ Руп у штаті Невада названий на його честь.